# Mizuki Masato
Masato Mizuki (sinh ngày 3 tháng 11 năm 1991) là một cầu thủ bóng đá người Nhật Bản.

## Sự nghiệp câu lạc bộ
Masato Mizuki đã từng chơi cho Fujieda MYFC và Azul Claro Numazu.